# Schafau
Schafau ist ein Ortsteil der Stadt Rastenberg im Landkreis Sömmerda in Thüringen.

## Lage
Schafau liegt nordwestlich von Rastenberg an der Bundesstraße 176 von Sömmerda nach Freyburg an der Unstrut. Das Dorf grenzt auch wie Bachra an die Hohe Schrecke. Nördlich reicht die Gemarkung an den Fuß des Höhenzuges Finne. Der Bach Schafau entspringt unweit des Ortes und wird im Rückhaltebecken Bachra angestaut. In der Flur wurde 1994 ein Kalksteinbruch eröffnet.

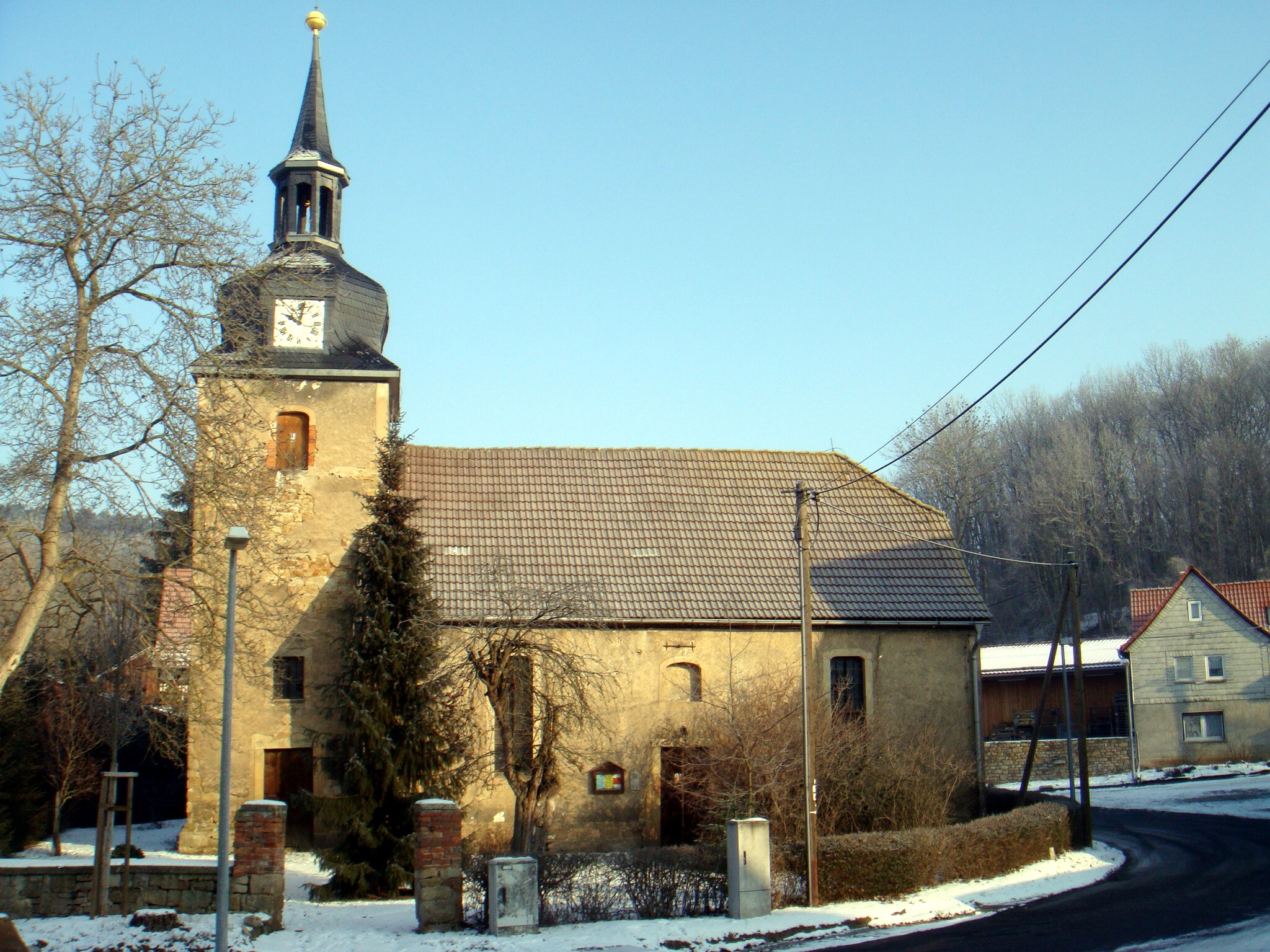
Evangelische Kirche, 2012

## Geschichte
Der erste urkundliche Nachweis wurde 1450 archiviert. In diesem Ort wohnten 2007 insgesamt 72 Bürger.
Die Geschichte des Dorfes weist die Grundsteinlegung für die jetzige Kirche von 1731 nach. Vorfahren von Carl Zeiss, der 1816 in Weimar geboren wurde, gründeten 1741 die Familie Zeiss in Schafau. Der Ort gehörte bis 1815 zum kursächsischen Amt Eckartsberga. Durch die Beschlüsse des Wiener Kongresses kam er zu Preußen und wurde 1816 dem Landkreis Eckartsberga im Regierungsbezirk Merseburg der Provinz Sachsen zugeteilt, zu dem er bis 1944 gehörte.
Am 1. Juli 1950 wurde Schafau nach Bachra eingemeindet.
1984 erhielt Schafau eine Umgehungsstraße.
Am 1. Januar 1994 wurde Bachra in die Stadt Rastenberg eingegliedert.

## Persönlichkeiten
- Otto Hermann Laue (* 26. April 1879 in Schafau; † 16. April 1954 in Hamburg-Rotherbaum), Prokurist, Unternehmensführer und Namensgeber der Hela Gewürzwerk Hermann Laue GmbH